# Pseudoclanis diana
Pseudoclanis diana är en fjärilsart som beskrevs av Gehlen. 1922. Pseudoclanis diana ingår i släktet Pseudoclanis och familjen svärmare. Inga underarter finns listade i Catalogue of Life.